# Jiří Burian (hudebník)
Jiří Burian (* 11. března 1978 Praha) je hudebník, producent, DJ a moderátor. Je synem písničkáře, hudebníka a spisovatele Jana Buriana a vnukem hudebního skladatele a divadelníka E. F. Buriana.

## Profesní životopis

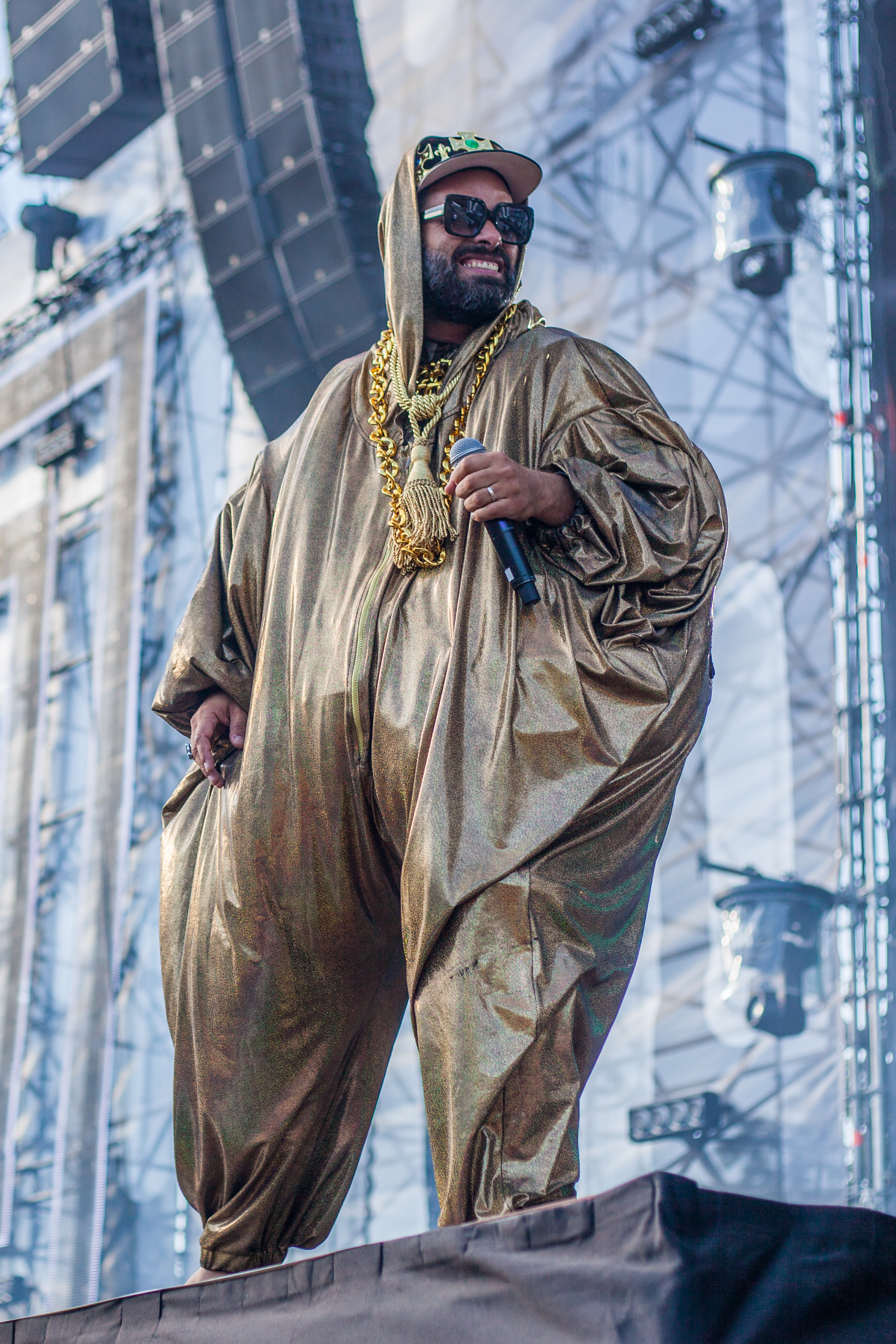
Jiří Burian vystupující jako Kapitán Demo na festivalu Beats for Love (2019)

Vystudoval střední ekonomickou školu s maturitou, vystřídal několik zaměstnání a od roku 2006 se naplno věnuje hudbě, moderování, djingu a občasnému herectví. Od dětství spolupracuje se svým otcem Janem Burianem (aranže desek, hudební doprovod na koncertech).
- 1988–2000 – bubeník v kapelách (Jatka č. 5, Jamabu, Pod černý vrch)
- 1996–2011 – zpěvák, textař, skladatel, kytarista a frontman pražské indie kapely Southpaw
- 2003–2005 – moderátor české hudební televize Óčko
- 2005–současnost – moderátor a dj pražského Radia 1
- 2007 – založil multimediální uměleckou skupinu Ghostsmother, která kombinuje zvuk 30. až 50. let s elektronikou, operou a divadelními prvky
- 2007–2010 – spolupracoval s dj Tvyksem na remixech pro Cassius, Love Motel, Dead Kids, Midi lidi, Kazety
- 2008 – spolu s Lenkou Kovaříkovou a Tadeášem Haagerem vymyslel fiktivní postavu Kapitán Demo a v roce 2013 vydal debut Demolice
- 2009 – vydal první sólové album Burian – So Low, ke kterému vznikl klip na singl Feed The Fire
- 2010 – s Mikolášem Růžičkou založil indie folkovou kapelu Republic Of Two a vydal debut Raising the Flag, o rok později oceněné Andělem za objev roku
- napsal hudbu a produkoval desku otce Jana Buriana – 12 druhů samoty
- s Natálií Kocáb vydal elektronickou desku Walking of the A-bomb, ke které napsal hudbu, nahrál většinu nástrojů a zprodukoval
- 2011 – s Republic of Two vydal desku remixů a remaků United Flags a o půl roku později druhé řadové album Republic of Two – The End of War
- 2012 – vyšla debutová deska projektu Kapitán Demo nazvaná Demolice
- vydal další album s Janem Burianem – Jak zestárnout, které produkoval a nahrál většinu nástrojů
- 2013 – s Tadeášem Haagerem založil elektronický projekt One Bit Wonder
- s Lenkou Kovaříkovu založil multimediální projekt Bohemia, který se zaměřuje na českou lidovou tradici a v rámci projektu vyšlo album českých zlidovělých písní předělaných podle Burianova rukopisu. Na albu hostují: Milan Cais, Zdeněk Svěrák, Monika Načeva, Albert Černý, Dorota Barová, Sára Vondrášková, Jaromír Švejdík, herečka Veronika Lazorčáková nebo Burianův kolega Mikoláš Růžička
- 2014 – vyšlo třetí řadové album Republic of Two – Silent Disco, ke kterému vznikly klipy v Norsku a v Kamerunu
- 2015 – 1. února vyšla nová deska projektu Kapitán Demo – Okamžitě odejdi do svého pokoje a vrať se až budeš normální, za kterou dostal nominaci na Anděla za album roku v kategorii hip-hop
- 2015 – v březnu vyšlo nové album Jana Buriana – Jiná doba, které Jiří produkoval a skládal hudbu. Spolu s ním se na desce podíleli producenti Jan P. Muchow, Kittchen, Bonus, Daniel Fikejz, Petr Marek (Midi Lidi a Monikino Kino), Jan Kratochvíl (DVA), Ondřej Ježek (OTK), Viliam Béreš (Baromantika, Lanugo, Toxique) a další...
- 2016 – s herečkou, moderátorkou a zpěvačkou Emmou Smetanou vydal album What I've done, na kterém se podílel jako autor a producent a nahrál většinu nástrojů. Deska vyšla u labelu Warner music group
- v létě vyšlo čtvrté řadové album Republic of Two – Back to the Trees
- složil hudbu k představení Hamlet v rámci Shakespearovských slavností a také pro film Nosorožci, ve kterém si zahrál i jednu z hlavních rolí
- jako producent se podílel na vzniku desky pražské indie kapely Nano, která dostala název Is This Art?
- 2017 – Kapitán Demo – Bez klobouku Boss – vyšlo v únoru 2017
- 2018 – Kapitán Demo – Mládí v Trapu – vyšlo v listopadu 2018
- 2020 – Kapitán Demo – Řekni mámě ať ti koupí Bentley – vyšlo v srpnu 2020
- 2020 – spolupráce s Tomášem Klusem na albu ČauČesku, No.1 album v top 10. Produkce a aranže
- 2021–  s kolegou Karlem Havlíčkem obnovili comeback Southpaw a vydali album I'm really gonna miss these songs when I'm dead

## Projekty, kapely
- Republic Of Two (indie folk)
- Léna Brauner (multimedia, alternative)
- Viah (electronic, alternative)
- Bohemia (multimedia, lidová tradice, elektronika)
- Emma Smetana (retro pop)
- Kapitán Demo (comedy rap)
- Ghostmother (electronica, opera, retro)
- Southpaw (indie rock, electronic)

## Diskografie

### Jako Kapitán Demo
- Demolice (2012)
- Okamžitě odejdi do svého pokoje a vrať se, až budeš normální (2015)
- Bez klobouku boss (2017)
- Mládí v trapu (2018)
- Řekni mámě, ať ti koupí Bentley (2020)
- Mistr světa všeho (2021)
- Všechno v pořádku, chutnalo Vám? (2023)

### Jako Burian
- So Low (2009)
- Bohemia (2013)
- Blood (2020)
- Heart Wins (2024)

### Se skupinou Southpaw
- Pop Secret (2001)
- Pleasure You Can Measure (2003)
- Boys Make Noise (2004)
- Heartdisk (2006)
- Addiction (2008)
- I'm Really Gonna Miss These Songs When I'm Dead (2021)

### Se skupinou Republic Of Two
- Raising The Flag (2010)
- United Flags (Remakes & Remixes Of Raising The Flag Album) (2011)
- The End Of War (2011)
- Silent Disco (2014)
- Back To The Trees (2016)

### produkce pro jiné umělce
- Jan Burian: Muži jsou křehcí (2007)
- Natalie Kocab: Walking On The A-Bomb (2010)
- Eggnoise: Yolk (2010)
- Jan Burian: Dvanáct druhů samoty (2010)
- Jan Burian: Jak zestárnout (2012)
- Modré hory: Big Beat (2013)
- Jan Burian: Jiná doba (2015)
- Haager: New (2015)
- NANO: Is This Art? (2016)
- Emma Smetana: What I've Done (2017)
- Pankix: V tabletách (2017)
- Viah: Giant Tears (2018)
- Berenika Kohoutová: Holka roku (2019)
- VeN: Silent Avenue (2021)
- Tomáš Klus: ČauČesku (2021)
- Tomáš Klus: Cítím (2021)
- Emma Smetana & Jordan Haj: By Now (2022)

## Filmografie

### Hudba
- Lajna (tři série)
- Večírek (režie: Pavel Suchánek)
- Jedině Tereza (režie: Jaroslav Fuit)
- Střídavka (režie: Petr Nikolaev)
- Řekni to psem (režie: Robert Sedláček)
- Buď chlap (režie: Mike Samir)

### Herec
- Světlu vstříc
- El Paso
- Don't Stop
- Nosorožci
- Přání Ježíškovi